# 富士急静岡バス富士宮営業所

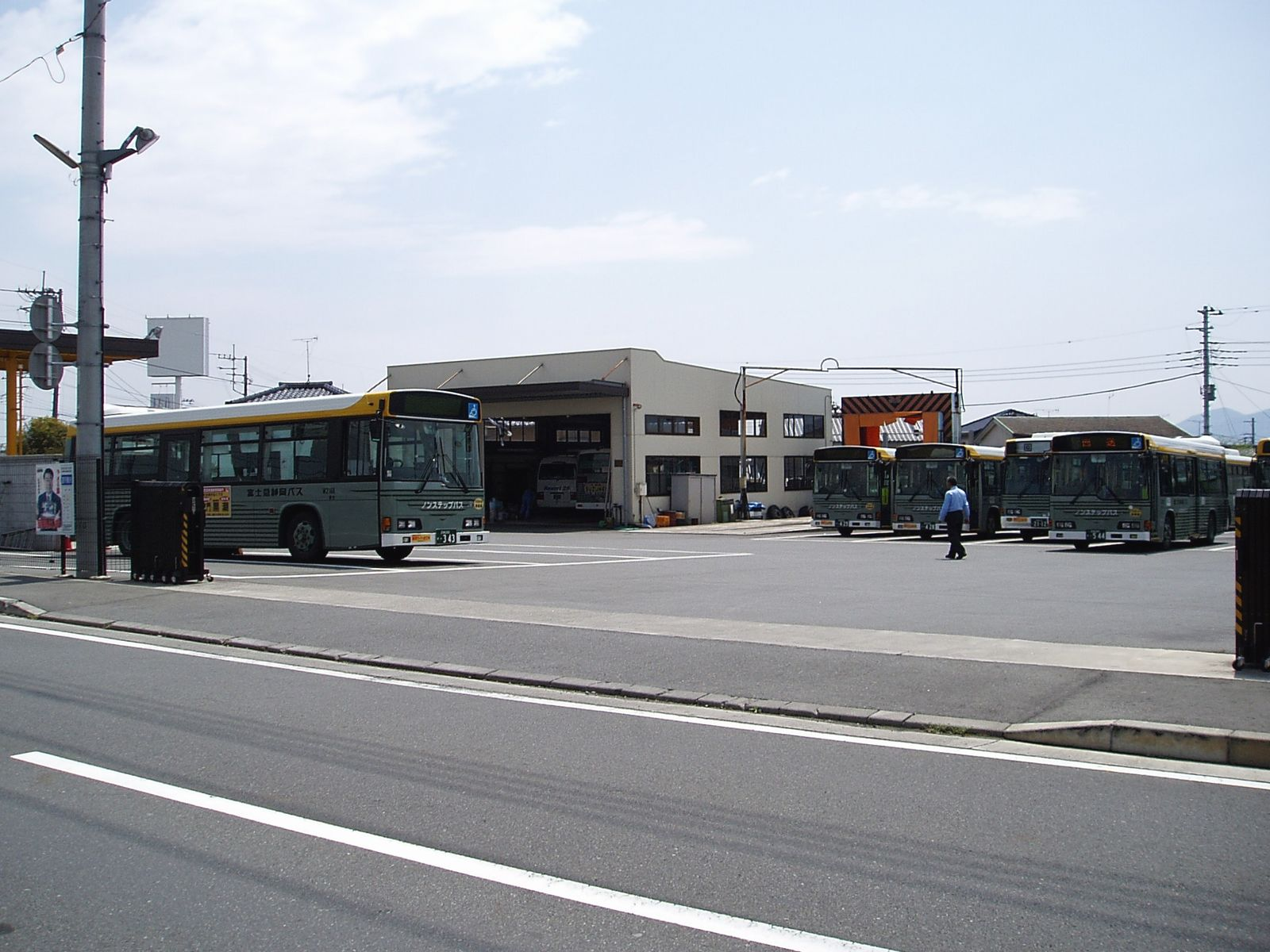
富士宮営業所

富士急静岡バス富士宮営業所（ふじきゅうしずおかバスふじのみやえいぎょうしょ）は静岡県富士宮市にある富士急静岡バスの営業所である。

## 概要
- 所在地 - 〒418-0003 静岡県富士宮市ひばりケ丘307-12

富士急静岡バスの分社発足当初は本社営業所であった。

## 一般路線バス

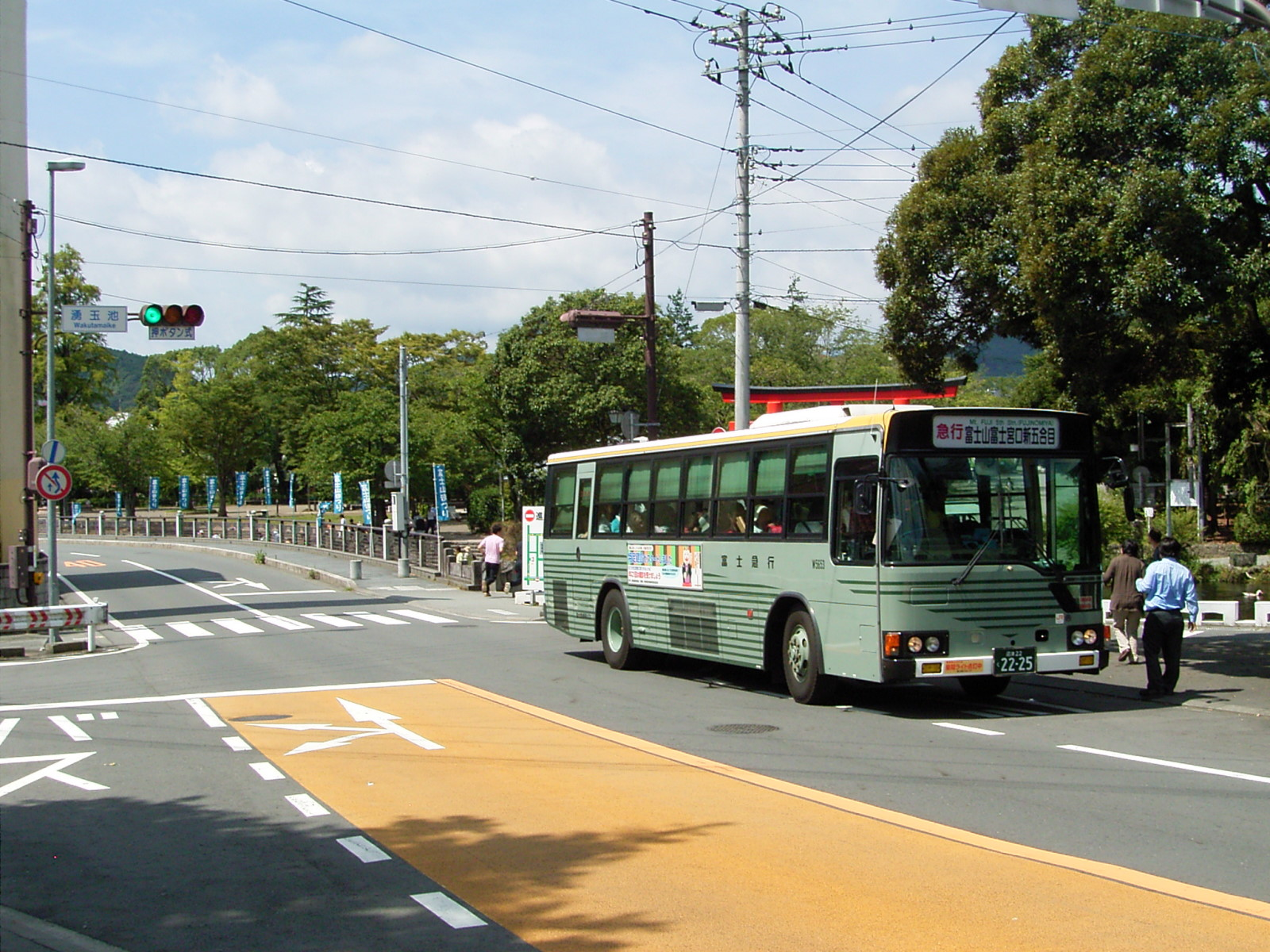
富士宮口五合目行き（2008年8月14日）

各系統には同じ富士急グループの富士急バスなどと同様に、アルファベットと数字からなる路線記号が定められている。以下、富士急静岡バス公式サイトの時刻表および「富士宮駅起点 バス周遊ガイド」を基に運行経路の前に路線記号を示す。

### 万野・粟倉方面
S101～S106系統を総称して万野団地線と呼ぶこともある。

#### 万野粟倉線
- S101：富士宮駅 - 湧玉の池 - ひばりヶ丘入口 - 上万野 - 万野団地入口 - 万野団地

　　　復路の1便を除いて土日祝とお盆・年末年始運休。

#### 万野粟倉循環線
- S102：富士宮駅 → 湧玉の池 → ひばりヶ丘入口 → 上万野 → 万野団地入口 → 万野団地 → 粟倉団地 → 富士見ヶ丘 → 藤ノ木 → 富士宮郵便局前 → 富士宮駅
- S103：富士宮駅 - 湧玉の池 - ひばりヶ丘入口 - 上万野 - 万野団地入口 - 万野団地 - 粟倉団地 - 富士見ヶ丘 - 東阿幸地 - 富士宮郵便局前 - 富士宮駅

#### 粟倉万野線
- S105：富士宮駅 → 学校入口 → 橋戸 → 粟倉団地
- S105：粟倉団地 → 舟久保町 → 橋戸 → 学校入口 → 富士宮駅
- S106：粟倉団地 → 舟久保町 → 富士見ヶ丘 → 富士宮郵便局前 → 富士宮駅

　　　S106は始発便のみ。

#### 二本松線
- S106：富士宮駅 - 学校入口 - 橋戸 - 粟倉団地 - 二本松
土日祝とお盆・年末年始運休。

### 白糸の滝方面

#### 北山線
- S06 特急：新富士駅 - 富士宮駅 - 静岡県富士山世界遺産センター - 浅間大社 - ふじのみやスポーツ公園入口 - 白糸の滝 - 内野 - 休暇村富士
  - 静岡県富士山世界遺産センター開館に合わせ2017年12月23日に運行開始した[3]。S06は新富士駅 - 静岡県富士山世界遺産センター間は特急運転（途中富士宮駅のみ停車）を行い、それ以外の区間は各停留所に停車する。また、土休日のみ運行[4]。かつてはS07も同様に特急運転を行っていたが、2019年10月1日のダイヤ改正で大月線（吉原中央駅 - 下天間 - 富士宮駅）経由となり、各停留所に停車するようになった[5]。
- S6：富士宮駅 - 浅間大社 - ふじのみやスポーツ公園入口 - 白糸の滝 - 内野 - 休暇村富士 - 猪の頭
- S11：富士宮駅 - 浅間大社 - ふじのみやスポーツ公園入口 - 白糸の滝
- S12：富士宮駅 - 浅間大社 - ふじのみやスポーツ公園入口 - 白糸の滝 - 内野 - 足形
- S13：富士宮駅 - 浅間大社 - ふじのみやスポーツ公園入口 - 白糸の滝 - 内野 - 足形 - 猪の頭
- S14：根原 → 猪の頭 → 足形 → 内野 → 白糸の滝 → ふじのみやスポーツ公園入口 → 浅間大社 → 富士宮駅 → 東高前
  - 平日のみ運行。
- S16：富士宮駅 - 浅間大社 - ふじのみやスポーツ公園入口 - 白糸の滝 - 内野 - 休暇村富士
- S18：富士宮駅 - 浅間大社 - ふじのみやスポーツ公園入口 - ふじのみやスポーツ公園（7/24～8/20の夏季限定運行。）

#### 新富士～世界遺産センターアクセス線（大月線）
- S7：新富士駅 - ロゼシアター前 - 富士市役所 - 裁判所前 - 吉原中央駅 - 伝法二丁目 - 片宿 - 厚原東 - 富士北郵便局 - 下天間 - 権現 - 源道寺 - 富士宮駅 - 静岡県富士山世界遺産センター
北山線S06系統とともに静岡県富士山世界遺産センター開館に合わせ2017年12月23日に運行開始した[3]。

### 上条・上柚野方面

#### 上条線
- S121：富士宮駅 - 浅間大社 - 西富士宮駅入口（上り）/西富士宮駅（下り） - フイルム入口 - 富丘 - 青木平 - 大石寺入口 - 上条
十字街 - 朝日町間において、上下でルートが異なる。

#### 柚野線
- S131：富士宮駅 - 浅間大社 - 西富士宮駅 - 大中里 - 西山入口 - 柚野公民館 - 上柚野
かつては富士宮駅 - 上柚野 - 大倉で運行されていたが、上柚野 - 大倉は2008年4月7日廃止された。

### 中野方面

#### 曽比奈線
- S111：曽比奈 - 中野 - 脳研病院 - 市役所前 - 富士宮駅 - 浅間大社 - 西富士宮駅
脳研病院の構内に入る。
S227・S228富士駅発着系統は鷹岡営業所の担当。

#### 大渕線
- S229：富士駅 - 富士中央病院 - 富士市役所 - 吉原中央駅 - 広見団地入口 - 中野 - 富士脳研病院 - 市役所前 - 富士宮駅
平日のみフィランセを経由。

### 富士山富士宮口五合目方面

#### 五合目線
- L61 - L64 急行：新富士駅 - 富士駅前 - 富士宮駅 - 湧玉の池 - グリーンキャンプ場 - 富士宮口五合目
夏季のみ運行。富士宮口五合目行きの一部の便は、登山前に富士山本宮浅間大社の参拝が行えるよう湧玉の池で10分間休憩時間がある[6]。

### スクールバス
- 富士宮駅 - 吉原高校入口
- 富士宮駅 - 浅間大社 - 十字街 - 北高前 - 西高前
- 富士宮駅 - 星陵高校
- 東高校 - 富士宮駅 - 浅間大社 - 十字街 - 北高前 - 西高入口 - 馬見塚 - 大石寺 - 日帰坊

## 定期観光バス

### 富士宮市内定期観光バス「強力くん」（S21 - S22）
- 午前コース：富士宮駅 - 山宮浅間神社 - 村山浅間神社 - 富士山本宮浅間大社 - 富士宮駅
- 午後コース：富士宮駅 - 白糸の滝 - 田貫湖 - 人穴富士講遺跡 - 富士ミルクランド - 富士高砂酒造 - 富士山本宮浅間大社 - 富士宮駅
富士宮駅を起点に定期観光バスが運行されている。午前と午後の2コース設定されている。愛称の「強力くん」は、かつて富士登山の案内や荷物運びをしていた「強力」から名付けられた[7]。

## 休廃止路線
- 富士宮駅 - 鷹岡本町 - 長沢 - 吉原中央駅（2008年4月7日廃止）
- 富士宮駅 - フィルムパーク - 香葉台団地 - 芝川駅（2008年4月7日廃止）
- 富士宮駅 - 黒田 - 高原ニュータウン - 羽渕（2008年4月7日廃止）
- 富士宮駅 - 湧玉の池 - 鉄工団地 - 総合福祉会館
- 富士宮駅 - 東名富士 - （東名高速道路） - 暁秀高校前